# Venusia conisaria
Venusia conisaria är en fjärilsart som beskrevs av George Francis Hampson 1903. Venusia conisaria ingår i släktet Venusia och familjen mätare. Inga underarter finns listade i Catalogue of Life.